# Bengt Edlén
Bengt Edlén, né le 2 novembre 1906, et mort le 10 février 1993, est un astrophysicien suédois, spécialisé en spectroscopie. Il a largement contribué à expliquer la nature des raies observées dans la couronne solaire, parmi lesquelles une raie de couleur verte correspondant à une longueur d'onde de 5302 Å. On les croyait dues à un nouvel élément inconnu, baptisé coronium (en référence à la couronne solaire) : Edlén et Walter Grotrian ont montré qu'il s'agissait de raies d'un élément connu, le fer, ionisé treize fois (Fe13+ ou Fe XIV en notation spectroscopique), qui ne peut exister que dans des conditions de température élevée, de l'ordre du million de degrés Celsius.
Il a obtenu en 1945 la médaille d'or de la Royal Astronomical Society.
Il a été professeur de physique à l'université de Lund de 1944 à 1973.